# 聖科斯馬和達米安集市教堂
51°54′20.3″N 10°25′40.5″E / 51.905639°N 10.427917°E

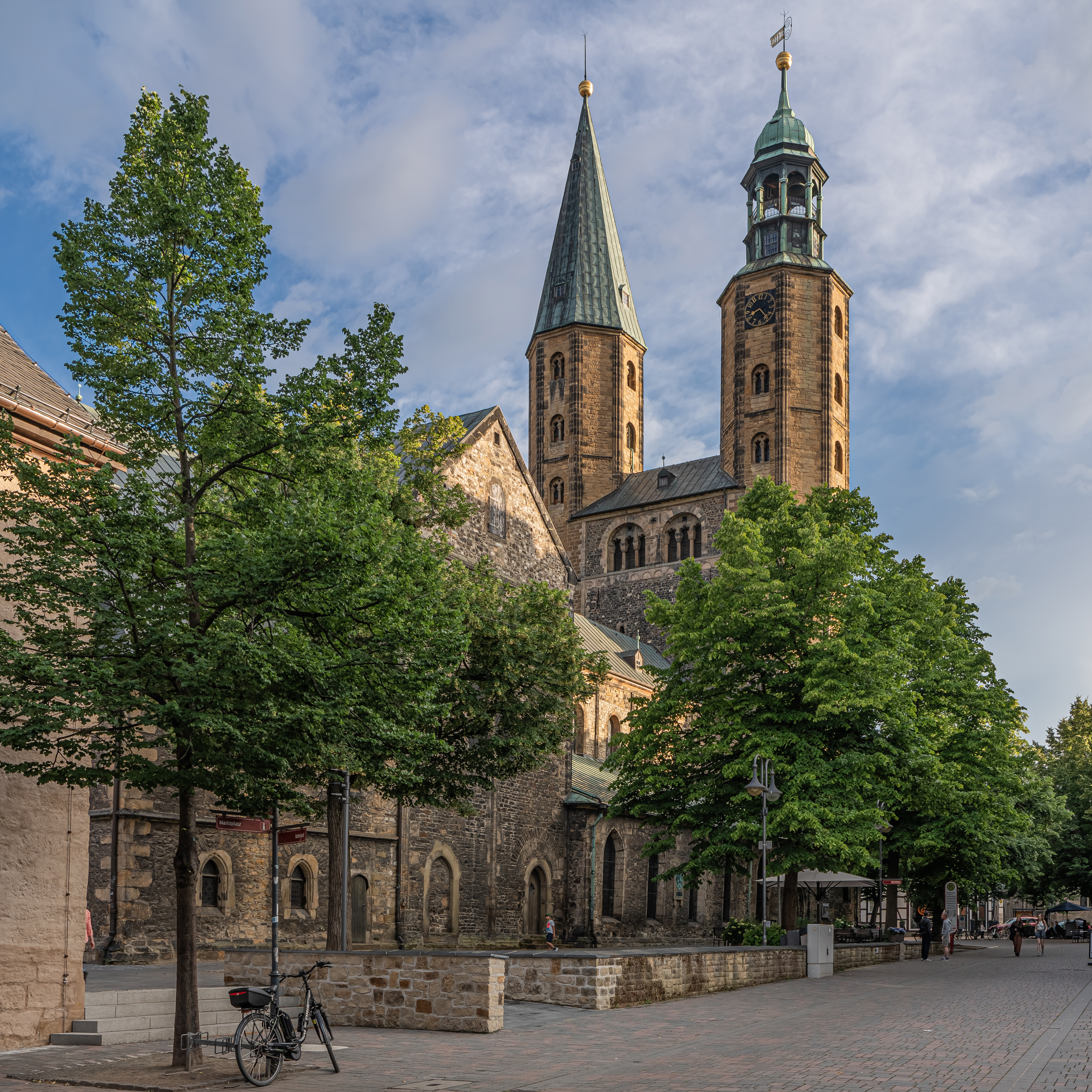

聖科斯馬和達米安集市教堂（德語：Marktkirche St. Cosmas und Damian）是位於德國城市戈斯拉爾的一座路德宗的教堂。教堂的歷史可以追溯至11世紀。

## 外部連結
- Website der Marktkirchengemeinde （页面存档备份，存于）